# Awas gigas
Awas gigas (лат.) — вид мелких мирмекофильных жуков-ощупников рода Awas из подсемейства Pselaphinae (Staphylinidae). Южный Китай (Гуанси-Чжуанский автономный район, Jinxiu Hsien, Daoyao Shan Natural Reserve).

## Описание
Мелкие коротконадкрылые жуки—ощупники, длина тела около 5 мм (от 4,79 до 5,12 мм). Это крупнейший вид своего рода (отсюда его видовое название A. gigas). Основная окраска красновато-коричневая, ротовые части и лапки светлее. Длина головы (HL) от 1,24 до 1,35 мм, ширина (HW) от 0,59 до 0,61 мм.
Голова с длинной заднеглазной областью, брюшко мелкое. Обнаружены в колониях муравьёв рода Pachycondyla в мёртвой древесине в широколиственном лесу. Вид был впервые описан в 2015 году китайскими энтомологами (Zi-Wei Yin, Jia-Wei Shen, Li-Zhen Li, Shanghai Normal University, Шанхай, Китай). Родовое название Awas на малайзийском языке означает «осторожно (будь осторожен)».